# Apanteles eutelus
Apanteles eutelus är en stekelart som beskrevs av De Saeger 1941. Apanteles eutelus ingår i släktet Apanteles och familjen bracksteklar. Inga underarter finns listade i Catalogue of Life.